# 戈安德县
戈安德县，一译国安德县、高安迭县，是柬埔寨茶胶省下辖的一个县。
据1998年人口普查，此县共有45,650人。